# Železniční most (Mokropsy)
Železniční most v Mokropsech (mokropeský železniční most) v okrese Praha-západ, je ocelový příhradový železniční most přes řeku Berounku. Nachází se v říčním km 11,8 mezi železničními zastávkami Černošice-Mokropsy a Všenory na železniční trati Praha–Plzeň v km 16,700. Původní jednokolejný most byl postaven v roce 1862, v roce 1911 byl nahrazen novou dvoukolejnou konstrukcí.

## Historie
V roce 1862 byla společností Česká západní dráha uvedena do provozu železniční trať spojující Plzeň s Prahou. V té době byl mezi obcemi Horní a Dolní Mokropsy postaven jednokolejný železný most Schifkornovy soustavy o pěti polích a délce 135,76 metrů usazený na čtyřech kamenných pilířích. Osová vzdálenost mezi pilíři byla 60,5 + 60,4 + 22,0 metrů. Na výstavbě mostu se podílely firmy Adalbert Lanna a bratří Kleinové. V roce 1872 byl při povodni zničen jeden pilíř a dvě mostní pole. 
V letech 1873–1877 bylo dočasné dřevěné provizorium nahrazeno novou železnou nýtovanou příhradovou konstrukcí se dvěma polemi o délce 2×60 m. V roce 1883 bylo poslední 22 metrů dlouhé pole Schifkornovy soustavy nahrazeno nýtovanou příhradovou železnou konstrukcí. Zdvoukolejnění bylo provedeno v letech 1907–1908, ale most byl jednokolejný až do roku 1911. Pro křižování vlaků byla zřízená zvláštní dopravna na straně Dolních Mokropes.
Část mostu vyrobeného v roce 1872 se nachází v Blansku. Byl zakoupen a přemístěn v roce 1912 z Plzeňska do Ježkových závodů v Blansku. Mostní příhradová konstrukce je kulturní památkou pod názvem Ježkův most.
Projekt konstrukce nového mostu vypracovala mostárna Bratří Prášilové a spol. v Libni, projekt nových pilířů pak mostní odbor c. k. ředitelství státních drah v Praze. Pro most byly vyprojektovány čtyři pilíře, z toho jeden původní nábřežní (na pražské straně) byl jen prodloužen o 4,4 metry, ostatní (dva návodní a příbřežní na straně berounské) byly postaveny nově. Výstavbu pilířů zajišťovala firma Kapsa & Müller v roce 1910 za použití kesonů z armovaného betonu. Mostní konstrukce o celkové délce 170,3 metrů (rozpětí jednotlivých polí 50,5 + 61,0 + 50,5 metrů) byly vyrobeny a smontovány třemi firmami na dřevěném lešení vedle původního mostu. Krajní pole na pražské straně montovaly Strojírny akc. spol., dříve Breitfeld-Daněk v Praze, střední pole zajišťovaly Škodovy závody v Plzni a krajní pole na berounské straně montovala firma Fanta a Jireš v Praze. Montážní a demontážní dřevěné lešení postavila tesařská firma Antonín Kubeš z Prahy. Po projetí posledního večerního osobního vlaku v pátek 7. července 1911 byla stará konstrukce, po odstranění kolejí, vysunuta na demontážní lešení (za 13 minut na vzdálenost 8 metrů). Pak byla na nové pilíře zasunuta nová konstrukce. Nejdříve střední pole, pak krajní pole na pražské straně a nakonec krajní pole na berounské straně. Po půlnoci byla jednotlivá pole usazena na nová ložiska, propojeny koleje a byla provedena zatěžovací zkouška dvěma vlaky (dvě soupravy se skládaly každá ze tří lokomotiv a několik vagónů s uhlím) a most byl předán k užívání. Ráno v sobotu 8. července 1911 po hotovém mostě projížděl první ranní osobní vlak.
Spojení Horních a Dolních Mokropes zajišťoval od 14. století přívoz, předtím brod na Zlaté stezce od Jadranu k Baltu. Železniční most neumožňoval provoz povozů a původně neměl ani lávku pro pěší.  Přívoz patřil do majetku familie, tedy zbraslavských cisterciáků, kteří ho v 18. století prodali soukromému majiteli, společně s povinností zajišťovat jej bezplatně. V únoru 1907 v souvislosti s přípravou dvojkolejného železničního mostu započalo mezi zástupci Dolních a Horních Mokropes jednání o stavbě silničního mostu, souběžného s železničním. Okresní  výbor na Zbraslavi i ředitelství c. k. státních drah v Praze s projektem  souhlasily. Silniční most mezi Dolními a Horními Mokropsy však nikdy postaven nebyl. Obecní kronika Dolních Mokropes nepopisuje, proč z projektu sešlo, problémy s vyvlastňováním pozemků zmiňuje jen okrajově. Pilíře pro silniční most však prý postaveny byly. V usnesení zastupitelstvo obce Dolních Mokropes z 26. července 1907 se uvádí, že pilíře pro nový železný silniční most podle přípisu zemského výboru ze dne  12. června 1907 č. 55145 měly počítat s minimuální šířkou nutnou podle ministerského řízením č. 49898 pro vyhnutí dvou povozů, totiž 5 metrů. V některých obdobích existovala v Mokropsech samostatná lávka pro pěší, kterou však vždy poškodily povodně. 
V roce 1995 se šířily fámy, že od dubna bude most kvůli havarijnímu stavu uzavřen a na nový most buď nejsou peníze, nebo bude postaven vedle a bez lávky pro pěší. Přednosta oddělení umělých staveb Divize dopravní cesty na  generálním ředitelství Českých drah ing. Čermák tehdy redakci místního Zpravodaje ujistil, že konstrukce je zdravá a po opravě, která most v roce 1995 čeká, bude garantována životnost nejméně 50 let při nejtěžší zatěžkávací třídě (D4) a  uvažované rychlosti 120 km/h s tím, že po dobu opravy bude vyloučena vždy jen jedna kolej, pokaždé zhruba na 30 dní, přičemž krátkodobě vždy na jeden či několik dní bude uzavřena lávka nebo vyloučen trakční elektrický proud. Práce měly být prováděny během letních měsíců a dokončeny nejpozději do 30. září 1995. Most měl získat nový, červený nátěr. V rámci generální opravy v 90. letech byla k mostu přistavěna postranní ocelová lávka pro pěší a cyklisty. Povodeň v roce 2002 přežil most bez větší úhony.
V roce 2017 SŽDC představilo plán na výměnu mostu v rámci Optimalizace trati odbočka Beroun – Karlštejn. Nový ocelový příhradový most by měl mít rozpětí 53,34 + 64,01 + 53,34 m s lávkou na levé straně mostu.
V roce 2018 byla zvažována možnost, že by lávka pro pěší a cyklisty byla nově samostatná, po zvážení obou variant zastupitelstvo Černošic jednomyslně rozhodlo, že i do budoucna chce lávku do Všenor zachovat na železničním mostě.
Město Černošice ve spolupráci se Správou železnic a Fakultou stavební ČVUT v Praze vypsalo soutěž pro studenty, ze které má vzejít nápad na další využití staré konstrukce. Starosta Černošic Filip Kořínek most označil za součástí genia loci města Černošice a ikonickou technickou stavbu, která na každého dýchne historií a i laik na ní vidí špičkovou kvalitu práce jejích architektů i stavitelů. Návrh na zachování části konstrukce na území Černošic přišel od městského fotografa Petra Kubína. Soutěž ve zpracování urbanistické a architektonické studie na další využití původní konstrukce je primárně určena studentům programu Architektura a stavitelství na Fakultě stavební ČVUT v Praze, zúčastnit se ale mohou i studenti architektury na dalších vysokých školách. Vítězný návrh by měl být znám v červnu 2023.

## Roztažnost mostu
Vzhledem k tomu, že tento most je v současné době jediným mostem přes Berounku ve Všenorech, lze k němu vztáhnout scénu z filmu Gympl z roku 2007, kde Milan Šteindler v roli učitele zkouší Filipa Vorla v roli zhuleného studenta v rámci reparátu: 
- Kriste pane! Takže von se ten most při teplotě 30 stupňů Celsia roztáhne vo 17 metrů?!
- Nooo, bylo horko, tak se ten most roztáh.
- Vo 17 metrů?!
- Sem se jenom přepsal v desetinný čárce…
- Tak ten most se roztáhne vo metr sedmdesát?! Už jsi někdy viděl takovej most?!
- No, na Berounce, ve Všenorech.
- Odchod! To je čistá koule!
- Já byl na roztažnost nemocnej.